# Bárcena de Cicero
Bárcena de Cicero är en kommun i Spanien. Den ligger i den autonoma regionen Kantabrien i norra delen av landet, 300 km norr om huvudstaden Madrid. Antalet invånare är 4 741 (2024).